# 世新大學爭議事件列表

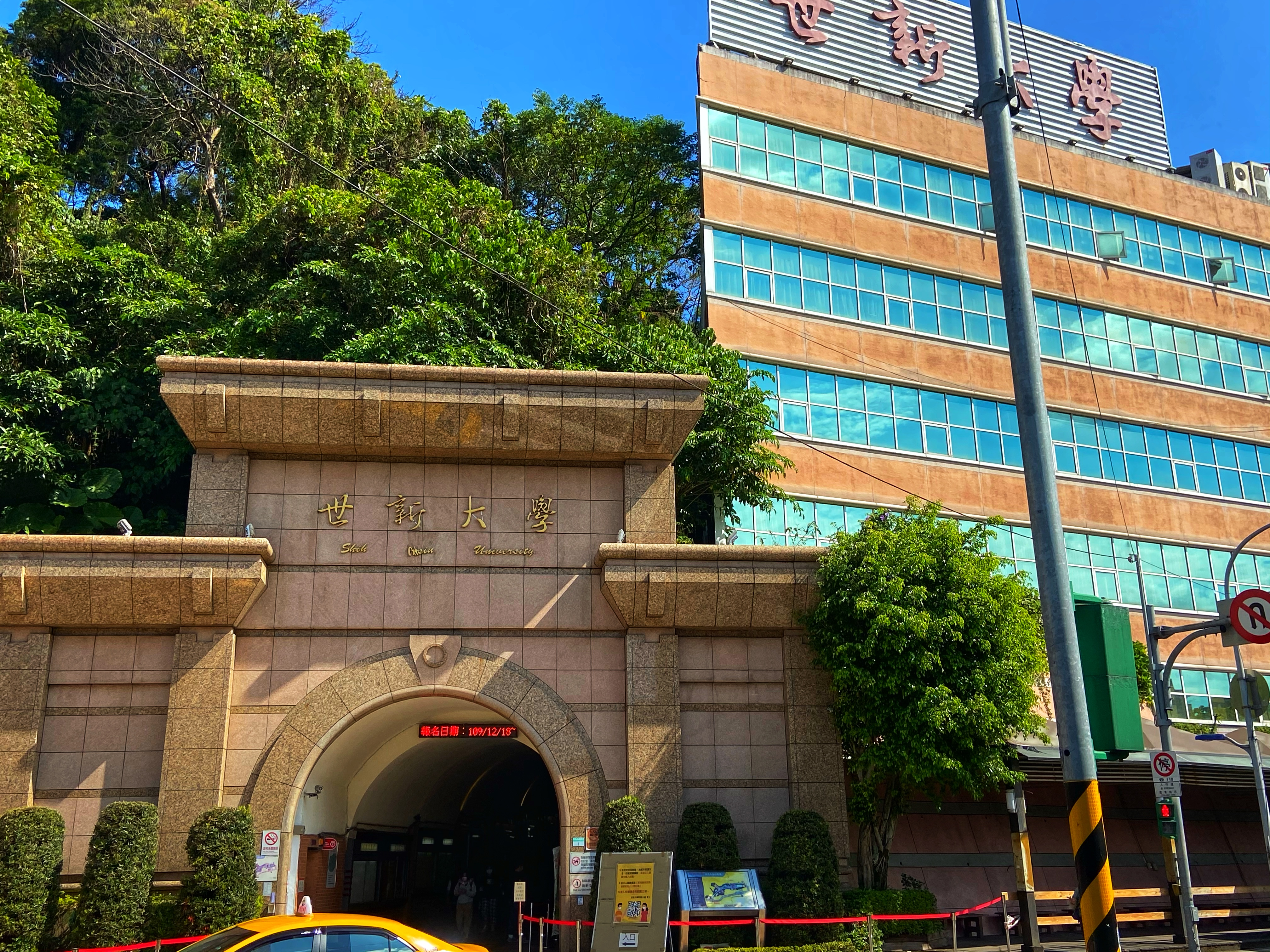
世新大學

此列表列出並概述臺灣世新大學發生之爭議事件，事件按發生時間排序。

## 2014年

### 破報、立報被停刊

#### 事件背景
- 2014年4月，破報、台灣立報無預警宣布停刊。破報、立報分別為創辦人成舍我及其女成露茜設立，報導內容著重在年輕人的社會參與（英语：Social engagement）、藝術領域等多元議題，且致力關懷弱勢族群[1]。
- 世新勞權小組質疑，新任董事不滿破報針對財團和政府的言論，刪減其預算才導致停刊，批評世新董事會以私利衡量社會公器，企圖消滅大學的「公共及社會意義」[2]。

#### 校方回應
- 時任副董事長暨財務規劃主任周成虎表示相關疑慮應去詢問校長賴鼎銘，雖然學生關心校務值得鼓勵，但莫信不實指控。

|  | 大學是學術自由的空間，校方有權決定教學、經營走向。 |

- 2014年10月1日，校長吳永乾於學生會舉辦的座談會中，疑因不耐尖銳提問反嗆與會學生：

|  | 立報發行量只有六百份，你告訴我這個報紙多有價值？ |

#### 事件後續
- 立報原預計於2014年8月復刊，但校方仍在經費、內容、發行媒介上與編採人員發生歧見，未果[6]；2017年3月，立報宣布以社群媒體的形式復刊，由時任世新副校長游梓翔擔任社長，並將著力於傳播、教育以及科技三大議題[7]。

## 2017年
- 3月2日，終身教育學院被自由時報報導指出，為邀請中國大陸學生赴臺就讀簽署研修承諾書，要求課程內容不能涉及臺海關係、臺灣主體性等政治敏感內容[8]。教育部部長潘文忠表示，校方未先申報書面約定內容，已違反兩岸人民關係條例及私立學校法，將依法究責；時任公共事務室主任葉一璋回應，簽署該承諾書係依個別申請人需求提供，非學校主動提供，目的為使申請流程順暢，故未有違反相關法條之情事[9][10][11]。

## 2018年

### 痛批《大學學店排行》

#### 事件背景
- 2018年，反教育商品化聯盟公布《大學學店排行》，其中世新已連續兩年排名私立一般大學第一名，原因為：高生師比、教學資源不足、宿舍不足、依賴學費、盈餘過高五點[12][13]。反教盟指出「大學校長開學店，學生老師都受害」，同時呼籲大一新生慎選學校以免受教權受損。[14]

#### 校方回應
- 對於反教盟的排行，校方於聲明中措辭強硬表示，不能認同該團體貼上不當標籤和不正確資訊誤導大眾，污名化臺灣高等教育的作為[15][16]。

|  | 這份名單一點公信力都沒有，要是說我們是學店，像美國的史丹佛、哈佛、南加大，我們很願意承擔這個標籤。相信社會各界皆能明察秋毫，再次強調，我們的學生都是認真考慮未來的職場競爭力，以及是否能在各行各業發光發亮，而不是來搞鬥爭跟民粹主義的。 |

#### 其他意見
- 世新勞權小組提出五點聲明，除了呼籲校方「別再敷衍、逃避鐵錚錚的事實」，更痛批若董事會等管理階層面對學生及社會的監督自覺委屈，應立刻辭職。世新勞權小組認為，有權勢者慣於運用威權處理事情，導致他們不相信學生會有反抗的言行和自主思考的能力。

|  | 世新大學不需要你們，台灣高等教育的未來也不需要你們！ |

- 就讀國立彰化師範大學的許家瑋指出，被點名的私校危機處理都算及格，但世新校方面對大眾與媒體仍赤裸裸的展現傲慢態度，不僅有損校譽更讓師生蒙羞，對聲明內容感到痛心。[21]

## 2019年

### 社發所兩度停招

#### 事件背景
- 2019年1月，世新校方首次決議停招社會發展研究所。7月，教育部以程序不完備、未妥善與師生溝通為由，駁回停招案。

- 2020年12月，世新研發處提案將「停招社會發展研究所」與「社發所合併社會心理學系」兩案併陳；2021年1月，校務會議通過提案[22]。教授黃德北痛批，校方的說明公文與前次無異，只是想藉粗暴手段處理社發所來「警告」其他系所[23][24][25]。

#### 校方回應
- 首次決議停招社發所時，不具名學校高層表示「問心無愧」；校長吳永乾稱，社發所有「三低（註冊率、畢業率、在學率）一高（退學率）一長（修業時間）」的問題，沒做好教學任務[26][27]。

- 對於再度停招社發所，校長吳永乾表示：

|  | 每個大學校長都想憑理想辦學，但現實財務支應不了，只好做出取捨。 |

#### 其他意見
- 國立中正大學哲學系教授陳瑞麟在Facebook發文表示，校方此舉（決議停招）無疑是自毀門面與形象，更指出該所陳信行、陳政亮教授是國內STS領域兩大優秀學者[30]。

- 台灣高等教育產業工會對世新二度停招社發所表達譴責，也要求教育部應介入糾舉校方不當程序[31][32]。

- 知名紀錄片導演李惠仁2019年特意報考世新社發所，計劃以紀錄片《上學去》紀錄該所的最後旅程，原先認為社發所渡過了「廢所危機」。未料2年後，校方再度決議停招[33]。李認為：

|  | 這個案子凸顯出許多私校經營者的心態，根本不是「捐資興學」，賺錢與政商關係經營，才是重點。 |

- 淡江大學全球政治經濟學系教授包正豪則表示不同意見，認為世新二度被駁回停招社發所的申請，是另一個教育部控制大學的證明。

|  | 如果臺灣各大學的內部事務，教育部都可以介入，而且具備強制性，表示教育部實際上介入大學的經營。既然如此，那如果大學「經營不善」，不就是教育部的經營不善？ |

#### 事件後續
- 行政院訴願審議委員會認定教育部駁回世新停招社發所之申請違法，原處分撤銷且2個月內另為適法處分[36]。世新校方對此稱之是「遲來的正義」，表示教育部過度干預大學的系所設置與調整，牴觸憲法保障大學自治的意旨，而停招的決定依法僅向未來產生效力，會全力協助就讀該系學生完成課業[37]。

### 連儂牆事件
2019年9月27日，世新等校學生為聲援香港反逃犯條例修訂草案運動在前校門通道設立連儂牆；然同月28日，校長吳永乾卻於校友座談茶會致詞時，指稱學生的行為是「逾越言論自由」和「妨礙交通」，更表示若校方不允許設立（連儂牆）又會招致非議，與其講理不如「選擇跟理盲妥協」。此發言遂引起熱議。

### 徐若瑄研究徐若瑄事件

#### 事件背景
2019年6月1日，藝人徐若瑄自世新公共關係暨廣告學系上海碩專班畢業，其碩士論文《互聯網時代藝人轉型策略之初探性研究：以徐若瑄為例》引起社會熱議，該篇論文指導教授為許安琪，口試委員為游梓翔以及沈宗南。亦為世新校友的資深媒體人范立達痛批：
|  | 研究生竟可以拿自己當成研究對象來寫論文，且指導教授與口試老師竟無意見，我真的不相信這能通過學術倫理的審查。 |

#### 相關回應
2020年4月19日，徐若瑄首度就此事件發聲，認為大家誤解「技術報告」和「學術論文」的不同，以自己為例作為論文題目也有取得指導教授的同意。口試委員之一的游梓翔也認為，這是對「專業碩士」和「學術碩士」的認知不同，並表示在先進國家很多專業碩士，畢業不需要寫論文。

## 2020年
- 7月7日，世新擬對24間個系所獨立研究室進行調整，受影響的研究生質疑校方先斬後奏，批評新的研究室就像K書中心，不但未邀請研究生代表參與會議討論，更漠視連署訴求。社發所張郁更指出，陳情後卻是得到「課業可以去7-Eleven討論」的回覆[45][46]。校方則表示，空間調整係為有效利用學校有限的空間資源，並已於6月29日邀請陳情代表與會討論，後續也將提供相關資料給學生參考了解。

- 11月26日，世新宣布將調漲校內宿舍費，漲幅達180％，除引發學生不滿，更遭質疑是因為2019冠狀病毒病疫情導致陸生無法來臺，巧立名目向本國籍學生收費以彌補校務基金虧損[47][48][49]。校方表示，宿舍費用有調漲也有調降，會持續與學生溝通。同月28日，學務會議上計9張同意票、5張反對票、3張棄權，確定將於110學年度（2021年）調漲宿舍費[50]。

## 2021年

### 操場PU跑道劃設停車格

#### 事件背景
- 2021年10月12日，學校媒體「新聞人」報導，操場PU跑道以及周邊磚頭地板上被校方劃設停車格，憂恐會造成跑道受損。民主進步黨立委陳秀寶更以此事件質詢教育部部長潘文忠，後者當場直言絕對不適合，會責成相關單位向校方了解[51][52]。

#### 校方回應
- 副校長陳清河出面澄清，停車格是臨時劃設以供大型活動使用，一週後就會塗銷[53]。

#### 事件後續
- 在遭大肆報導後，校方火速塗銷惹議的部分停車格。但一名男學生於Dcard發文指出，是13日下午由兩名工友冒雨慢慢刷除，並質疑學校未妥善運用學費，再度引起討論[54][55][56]。對此校方並未進一步說明。

### 漠視學生遭外包工人騷擾

#### 事件背景
- 2021年11月10日，一名女同學晚間於傳播大樓側邊街道候車時遭「LED智能攝影棚」外包工程人員言語騷擾，而後在學生會的協助下協助通報世新性別平等教育委員會。據學校媒體「新聞人」報導，此情況非首次發生，且不止一人有騷擾學生的行為[57]。
- 但性別平等教育委員會認為，行為人非世新教職員或學生，按性別平等教育法第2項第7條駁回該名女學生的通報。此事件在Dcard遂引起學生熱議。

#### 事件後續
- 雖然引起事件的2名工人已遭驅離，但該女同學痛批校方態度消極，不僅未就事件關心也沒有安排輔導資源，間接使她患上偏向適應障礙症（英语：Adjustment disorder）。校長吳永乾對此不以為然，表示學校責任不能無限上綱：

|  | 不是說有人認為一個小疏失，就會構成，好像對你要付什麼法律上的責任，或者是有什麼義務要去盡的。 |

### 其他事件
- 2月，學校媒體「新聞人」報導，校方收取「電腦及網路通訊使用費」的審議程序違法，法律系副教授暨公法研究中心主任謝碩駿質疑此舉是變相調漲學雜費。校方則反駁，指出行政會議有邀請學生代表出席且全程參與，此費用依法非學雜費支付項目，多數學校皆有採行，無違法之虞[59][60][61]。教育部對此表示，學校收取學雜費以外費用時，應邀集學生代表並完成校內程序後在網上公開，需適時檢討收支項目的必要性及合理性[62]。

- 5月，世新勞權小組在其Facebook粉絲專頁指出，校方無視臺北市、新北市因2019冠狀病毒病本土病例數急遽升高，已升為第三級警戒，堅持辦理進修學士班調漲學費的說明會。世新勞權小組表示，對抗漠視學生意見的校方，出席表達反對意見成為必要手段，但校方卻藉疫情使學生陷於出席與否的困境[63]。校方回應，說明會已改為線上會議，調漲進修學士班之學費係為平衡與日間學士班的差異，保障教學品質。

## 2022年

### 世新籃球員外流影片拉票事件

#### 事件背景
- 2022年，世新大學籃球聯盟的王姓男生為提高人氣投票，不當散佈黃庭筠的私密影片於萬人社群。此行為違反性別平等與隱私保護法律，引發廣泛譴責，王男的行為在社交媒體引發熱議，導致黃庭筠相關內容於各大平台傳播。

#### 社會反應與後果
- 事件後，世新大學取消王男所有資格並公開譴責此行為。王男對行為道歉，表示將配合學校進行賠償。事件促進了對網絡空間中性別平等與隱私保護的關注，學校亦加強相關政策的執行。

### 順安女宿遭擅闖

#### 事件背景
- 2021年11月，某住宿於順安女宿的學生由於窗簾損壞向學校申請報修，卻發現修繕工人未告知便逕自進入房間，在廁所更發現使用痕跡。該位住宿學生控訴，修繕工人的行為已明顯違反校方2021年11月22日發布之「宿舍輔導與管理辦法」第十五條，學校卻置若罔聞，任由學生暴露在高風險住宿環境中[65]。

#### 事件後續
- 學校媒體「新聞人」就此事件訪問公共事務室以及第二十一屆學生會。公共事務室表示宿舍事務依管理辦法規劃、處置；第二十一屆學生會理事長官芸如則是拒絕採訪[65]。
- 臺灣學生聯合會副秘書長、就讀國立成功大學的蔡一愷認為，若宿舍無配置安保人員，可能造成住宿環境以及保障學生私有財產上的疑慮。針對世新順安女宿，蔡一愷也提出安裝急救鈴以暫時補上校方的管理缺失，並期許世新的住宿生組成自救會維護自身權益。

## 2023年

### 大數據錄取名單違規
6月，有報導揭露世新大學在大學個人申請過程中利用大數據分析擬定正備取名單供各系所參考，這一做法引起了教育部的關注。教育部在訪視該校後認為，世新大學提供大數據名單的時間點和方式可能影響了審查過程，未能符合招生的公正、公平及專業化精神。因此，教育部決定扣減世新大學的獎補助款並調減其後續申請入學的招生名額。此外，世新大學還被要求提交檢討報告以避免類似情況再次發生。

### 中文系停招

#### 事件背景
10月23日，Dcard世新大學板有學生發文稱，中文系大學部傳出被以「註冊率不佳」的理由將申請於114學年（2025年）停招；校方10月29日晚間由副校長賴正能證實此訊，表示將在召開審查會議前展開說明、溝通，且除中文系外亦對其他系所、學位學程會有所調整。但仍引起該系師生強烈不滿，認為校方先斬後奏。
臺灣中文學會於10月30日發表聲明，稱「人文底蘊不僅止於畫龍點睛，其實往往形構事物的內在紋理與本質，並非無用，而是難以覺察，實為大用」，盼教育部正視近年人文学科發展失衡的問題。

#### 事件後續
11月8日，校方首度召開說明會，但未取得共識。第23屆學生會理事長印磊表示，他認為此次說明會是「無效溝通」，盼校方能尊重學生，給予充分資訊做為參考，而非僅有口頭保證；中文系系學會會長黃佾琦則直嗆校方「辦學價值只剩招生率」。
11月20日，中文系在facebook發文指出系主任佘佳燕以及全體教師均明確表態反對停招，但校務會議仍決議通過停招。中文系師生已螳臂擋車，庶幾無愧。臺灣中文學會於同日亦再發布三點聲明，指責校方「名為固本，實已傷根」。
11月24日，據校園媒體「新聞人」報導，中文系大學部確定自114學年停招，另「全媒體學士學位學程」以及企業管理學系的進修學士班也因註冊率不佳遭停招。

#### 其他意見
中國國民黨立法委員赖士葆11月1日受訪時稱，中文系因為蔡英文政府政治不正确成為黃昏科系，命運坎坷，對國家發展是一個危機。

## 2024年

### 碩士課程英文證書被發現有語法錯誤

#### 事件背景
在《小明星大跟班》節目單元「全世界只有台灣會這樣?! 外國人真心不懂這些事」中，馬米高公開分享了自己作為世新大學口語傳播暨社群媒體學系的應屆碩士畢業生，領取畢業證書時發現其英文措辭存在語法錯誤。本應為「Master's Program」，卻被錯誤寫成「Master Program」。馬米高提到，儘管他已經向校方反映此問題，但校務處僅簡短回覆「沒辦法」，未進一步處理。馬米高希望藉助自己作為公眾人物的影響力，引起學校的重視，並促使校方改正錯誤。

#### 事件後續
2024年10月，世新大學接納了馬米高的意見，修正了證書上的英文並重發證書。此後，所有新發出的證書均已修正。